# 神經激素
神经激素（neurohormone）是由神经内分泌细胞（也称为神经分泌细胞）产生并释放到血液中的任何激素。它们被分泌到循环系统中发挥作用，但是它们也可以具有神经递质的作用或其他作用，例如自分泌（自身）或旁分泌（局部）的传递组织。
下丘脑释放的激素为特殊的下丘脑神经元中的神经垂体激素，延伸至正中隆突和垂体后叶。肾上腺髓质在嗜铬细胞中产生肾上腺髓质激素，这些细胞的结构与突触后交感神经元十分相似，即使它们不是神经元它们也是神经的衍生物。
肠嗜铬细胞和肠嗜铬细胞样细胞都是肠内分泌细胞，由于它们与嗜铬细胞的结构和功能有着相似性，也被认为是神经内分泌细胞，尽管它们不是神经的衍生物。其他的神经内分泌细胞遍布全身。

## 释放激素
下丘脑中不同种类的神经元合成了释放激素，也称为促垂体激素或下丘脑激素。它们沿神经元轴突被运输到轴突末端，形成正中隆突的大部分，并且它们将被存储并释放到垂体门脉系统中。然后，它们迅速到达垂体前叶并在其中发挥激素作用。残留的激素进入全身循环，在那里它们被稀释和降解并且产生相对较小的影响。这些激素的合成，控制和释放由激素、局部和突触信号（神经递质）共同调节。分泌各种激素的神经元被发现在接受猛烈的电信号时脉冲式的释放激素，如此形成的脉冲式的激素释放比连续释放更有效。释放激素包括：
- 促甲状腺激素释放激素
- 肾上腺皮质激素释放激素
- 生长激素释放激素
- 生长抑素
- 性腺激素释放激素
- 多巴胺
- 神经降压素

## 神经垂体激素
神经垂体激素在下丘脑的大细胞分泌神经元中合成。然后它们将沿下丘脑漏斗内的神经元轴突运输至垂体后叶神经旁突的轴突末端，在此处储存并释放至体循环。这些激素的合成，控制和释放是通过激素，局部和突触信号共同调节的。神经垂体激素包括：
- 催产素
- 压素（抗利尿激素）

通过这种途径，大多数催产素和抗利尿激素到达体循环。

## 肾上腺髓质激素
肾上腺髓质激素是肾上腺髓质通过嗜铬细胞（连接中枢神经系统的神经分泌细胞）分泌的儿茶酚胺。儿茶酚胺的合成，储存（在嗜铬细胞中）和释放是由各自突触前交感神经元的突触输入以及激素的局部输入共同调节的。肾上腺髓质激素包括：
- 肾上腺素
- 去甲肾上腺素
- 多巴胺

## 肠神经激素
肠嗜铬细胞在消化道腔内上皮衬里的分泌血清素，而肠嗜铬细胞在胃腺分泌组胺。肠神经激素的合成、储存和释放受局部的其它激素和神经输入共同调节。 